# 新潟県道84号堀之内インター線
新潟県道84号堀之内インター線（にいがたけんどう84ごう ほりのうちインターせん）は、新潟県魚沼市を通る県道（主要地方道）である。

## 概要
関越自動車道 堀之内ICの料金所から新潟県道23号柏崎高浜堀之内線交点、根小屋交差点を結ぶ。
市販されている地図やインターネット上で公開されているオンラインの地図では、堀之内ICの一部として掲載されていることがあるが、通常の県道であり、自動車専用道路にもなっていない。

### 路線データ
- 実延長：487.5 m[1]
- 起点：新潟県魚沼市根小屋字清水ノ上5228-1[2]（堀之内IC）
- 終点：新潟県魚沼市根小屋字清水135-1[2]（新潟県道23号柏崎高浜堀之内線交点）

## 歴史
- 1993年（平成5年）5月11日 - 建設省から、県道滝之又堀之内線の一部が堀之内インター線として主要地方道に指定される[3]。

## 地理

### 通過する自治体
- 魚沼市

### 交差する道路

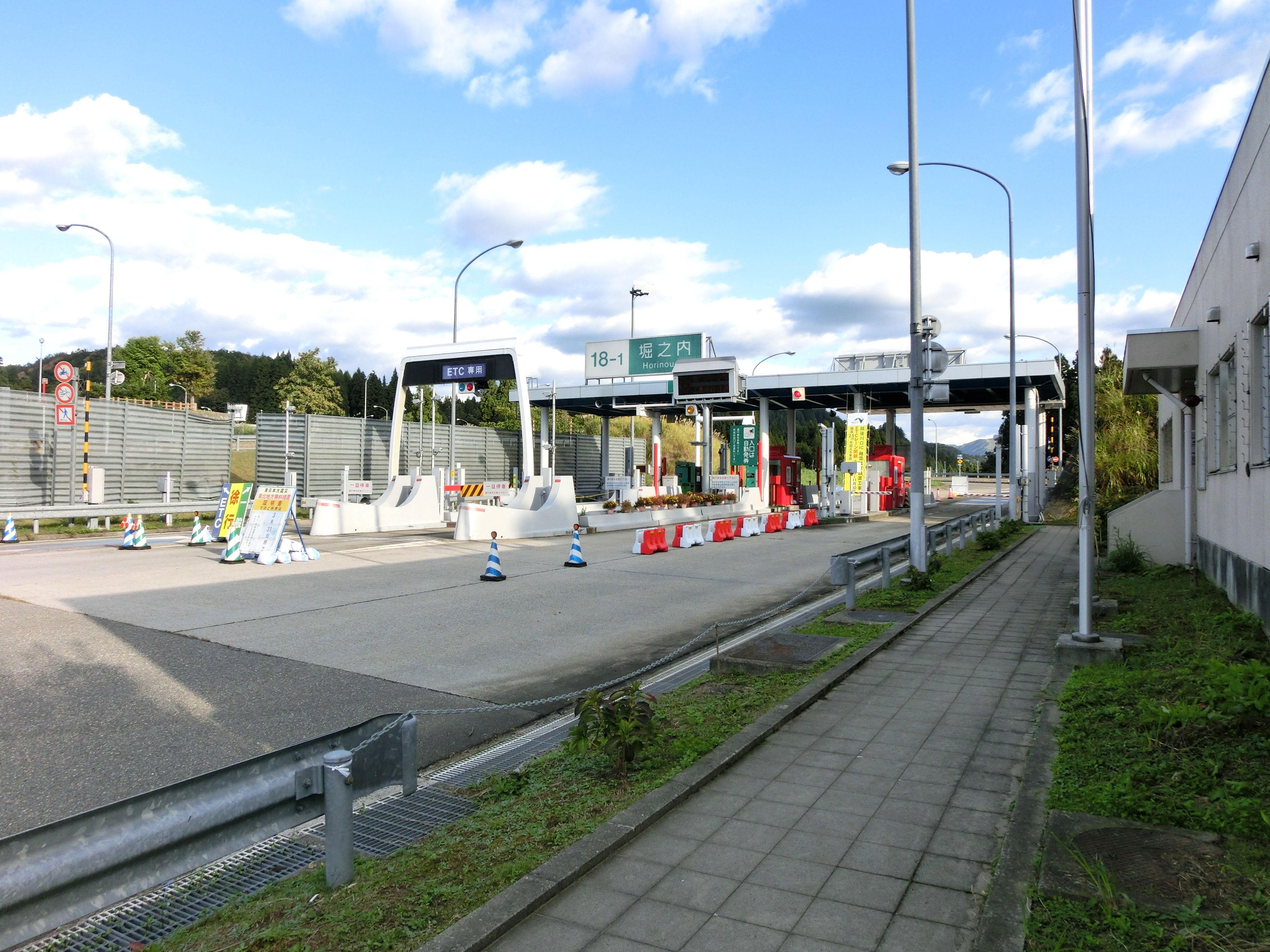
起点の堀之内インターチェンジ

- 関越自動車道（起点：堀之内インターチェンジ料金所）
- 新潟県道23号柏崎高浜堀之内線（終点：根小屋交差点）

### 沿線にある施設など
- 関越自動車道 堀之内パーキングエリア
- 新潟県警察本部 交通部 高速道路交通警察隊
- 奥只見レクリェーション都市公園（道光・根小屋地域）根小屋花と緑と雪の里